# Sobór Zwierzchnich Apostołów Piotra i Pawła w Czortkowie
Sobór Zwierzchnich Apostołów Piotra i Pawła (ukr. Катедральний собор верховних апостолів Петра і Павла) – greckokatolicka katedra w Czortkowie (obwód tarnopolski); główna świątynia eparchii buczackiej. 

## Historia
Świątynię zaprojektował architekt Serhij Hora. Kamień węgielny położono i poświęcono 19 marca 1992 roku. Katedra w została konsekrowana 12 lipca 2001 roku.
Sobór zbudowany w kształcie ukraińskiego trójzębu ma wysokość 51 m. Łączy w sobie styl tradycyjnej bizantyjskiej bazyliki z nowoczesnymi trendami.

## Proboszczowie
| Ksiądz           | Zdjęcie |
| ---------------- | ------- |
| Andrij Łemczuk   |         |
| Wołodymyr Hryciw |         |
| Roman Harasymiw  |         |